# Масові торнадо 10—11 грудня 2021 року
Масові торнадо 10—11 грудня 2021 — унікальний за силою цикл торнадо, що торкнулася деяких районів Півдня і Середнього Заходу США з вечора 10 грудня до раннього ранку 11 грудня 2021 року. Відбулася в процесі поширення області зниженого тиску, при взаємодії з вологою та нестабільною атмосферою у долині річки Міссісіпі. Торнадо почали пробуджуватися на північному сході Арканзасу, а потім поширилася на Міссурі, Іллінойс, Теннессі та Кентуккі. Удар, завданий торнадо, був визнаний найруйнівнішим за всю історію торнадо в грудні в США.

## Хід подій
Катаклізм був викликаний серією гроз в атмосферному суперосередку з довгим шлейфом, який створив групу потужних торнадо в чотирьох штатах. Перші торнадо виникли у північно-східному Арканзасі і пройшли крізь південь штату Міссурі, зачепивши міста Монетт і Лічвіль (Арканзас), а також Хейті та Керутерсвілл (Міссурі). Після перетину Міссісіпі та частини Західного Теннессі буря пройшла по західній частині штату Кентуккі, завдавши катастрофічних пошкоджень місту Мейфілд.
За попередніми оцінками, торнадо міг пройти до 250 км. Інші грози та пов'язані з ними торнадо торкнулися частини східного Міссурі, південного Іллінойсу, західного та середнього Теннессі, а також західного та центрального Кентуккі пізно ввечері та вночі 11 грудня, включаючи два сильні торнадо, що обрушилися на міста Боулінг-Грін (Кентуккі).

## Наслідки
За попередніми оцінками, в результаті торнадо в чотирьох штатах загинуло від 75 до 100 осіб, у тому числі в місті Мейфілд (Кентуккі) загинуло від 50 до 70 жителів. Сила природи зруйнувала свічковий завод, склад компанії Amazon та домівку для людей похилого віку. Мер Мейфілда Кеті Стюарт О'Нан сказала телеканалу CBS, що свічкове підприємство «виглядає так, ніби його бомбили». Побудова повністю зруйнована. Таким чином, названий інцидент є найбільш смертоносним торнадо в історії штату Кентуккі, перевершивши торнадо в районі Луїсвілля 27 березня 1890 року, унаслідок якого загинуло не менше 76 осіб.